# Lods
Lods är en kommun i departementet Doubs i regionen Bourgogne-Franche-Comté i östra Frankrike. Kommunen ligger i kantonen Ornans som tillhör arrondissementet Besançon. År 2022 hade Lods 244 invånare.

## Befolkningsutveckling
Antalet invånare i kommunen Lods
Referens:INSEE